# Icelia brasiliensis
Icelia brasiliensis là một loài ruồi trong họ Tachinidae.